# Raimondo di Turenna
Raymond-Louis Roger di Beaufort, noto come Raimondo di Turenna (1352 – 1413), è stato un nobile e militare francese, visconte di Turenna.

## Biografia

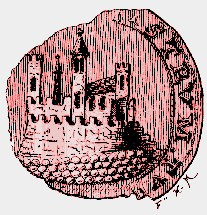
Sigillo della famiglia dei Turenna

Era il figlio di Guglielmo III Roger, conte di Beaufort e visconte di Turenna, e di Aliénor di Comminges. Membro della nobiltà del Limousin e della Provenza, Raimondo di Turenna era imparentato con due papi di Avignone: era nipote di Clemente VI e del cardinale Ugo Roger, nipote del papa Gregorio XI e di Nicola Roger di Beaufort; suo nonno fu invece Guglielmo II Ruggero. Fu capitano delle armi del Contado Venassino e capitano pontificio in Italia.
Si rese celebre col nome di "Flagello di Provenza" lottando contro Maria di Blois, contessa di Provenza, ed i due antipapi di Avignone Clemente VII e Benedetto XIII.
Sposo di Maria di Boulogne, nipote di Giovanna d'Alvernia, seconda moglie di Giovanni II il Buono. Raimondo di Turenna può vantare rapporti con la corte francese, per la quale combatté nelle Fiandre, e con il papato di Avignone, di cui comanda le truppe in Italia, dove s'impegna in Piemonte, Lombardia e nella guerra degli Otto Santi di Firenze.